# اندری ساپوها
اندری ساپوها (اوکراینی: Андрій Михайлович Сапуга؛ زادهٔ ۴ اکتبر ۱۹۷۶) بازیکن فوتبال اهل اوکراین است.
از باشگاه‌هایی که در آن بازی کرده‌است می‌توان به باشگاه فوتبال لوکوموتیو نیژنی نووگورود، باشگاه فوتبال سویوز-گازپروم ایژوسک، باشگاه فوتبال تورپدو مسکو، باشگاه فوتبال اوورلا اوژهورود، و باشگاه فوتبال کارپاتی لویو اشاره کرد.